# Aïn Benian (Alger)
Aïn Benian (în arabă عين البنيان) este o comună din provincia Alger, Algeria.
Populația comunei este de 68.354 de locuitori (2008).